# Rony Bakale
Emile Rony Bakale (* 6. Oktober 1987 in Timișoara, Rumänien) ist ein ehemaliger Schwimmer der Republik Kongo. 

## Sport
Bakale trat bei den Olympischen Sommerspielen 2004 (Athen), 2008 (Peking) und 2012 (London) an, sowie an fast allen Schwimmweltmeisterschaften zwischen 2000 und 2015 und den Afrikaspielen zwischen 1999 und 2015. Bei den Olympischen Spielen schwamm er 2004 über 50 m Freistil auf Platz 61. 2008 erreichte er über 100 m Freistil denselben Rang und 2012, wieder über 50 m Freistil, Rang 43.
Er war außerdem Fahnenträger bei der Eröffnungs- und Schlussfeier in Athen 2004.

## Privates
Bakale ist Ingenieur in Robotik. Seine ältere Schwester Monika schwamm ebenfalls für die Republik Kongo. Mit ihr bildete er 2004 in Athen das Schwimm-Team der Republik Kongo.